# Bartosz Słatyński
Bartosz Słatyński – polski muzyk (głównie wokalista, gitarzysta, skrzypek), kompozytor i autor tekstów pochodzący z Brzeszcz. Członek zespołów Avalanche i Penny Lane. Jest współautorem (obok Andrzeja Przybyszewskiego) książki Listy z Ziemi Ognistej (wydanej przez Muzeum – Zamek w Łańcucie w 2012 r.) opowiadającej o losach krewnego, majora Emila Słatyńskiego – bohatera wojennego. W 2015 r. wydał solową płytę Mały ktoś.

## Dyskografia

### Albumy
- 2015-05-22: Mały ktoś (MJM Music)

### Single
- 2015-08-31: Odkrywaj[3]
- 2015-07-13: Będę sobą[4]
- 2015-04-27: Jesteś całym światem[5]
- 2015-01-19: Ponad chwilę[6]